# أليوت دي
أليوت دي (بالإنجليزية: Elliot Dee)‏ هو لاعب اتحاد الرغبي بريطاني، ولد في 7 مارس 1994 في نيوبورت في المملكة المتحدة.

## روابط خارجية
- أليوت دي عل موقع إسبنسكروم (الإنجليزية)
- أليوت دي على موقع ItsRugby.co.uk (الإنجليزية)